# Jaap de Wilde
Jaap de Wilde, född den 17 maj 1957, är en nederländsk statsvetare.
de Wilde är professor i internationella relationer och världspolitik vid universitetet i Groningen. Från 2001 till 2007 var han professor i europeiska säkerhetsstudier vid avdelningen för statsvetenskap på Vrije Universiteit Amsterdam.